# Euthera skusei
Euthera skusei är en tvåvingeart som beskrevs av Mario Bezzi 1925. Euthera skusei ingår i släktet Euthera och familjen parasitflugor. Inga underarter finns listade i Catalogue of Life.